# Day for Night (album de The Tragically Hip)
Pour les articles homonymes, voir Day for Night.
 (octobre 2017).
Si vous disposez d'ouvrages ou d'articles de référence ou si vous connaissez des sites web de qualité traitant du thème abordé ici, merci de compléter l'article en donnant les références utiles à sa vérifiabilité et en les liant à la section « Notes et références ».
Albums de The Tragically Hip
Fully Completely
(1992) Trouble at the Henhouse
(1996)
Singles
1. Grace, Too
Sortie : Septembre 1994
2. Greasy Jungle
Sortie : Novembre 1994
3. Nautical Disaster
Sortie : Février 1995
4. So Hard Done By
Sortie : Mai 1995
5. Scared
Sortie : Septembre 1995

Day for Night est un album du groupe rock canadien The Tragically Hip, paru en 1994.
L'album connaît un grand succès au Canada, avec des ventes de 300 000 unités dans les quatre jours suivant sa sortie.
Il est le premier album du groupe à faire son entrée en no 1 du Canadian Albums Chart.
En moins d'un an, Day for Night est certifié 6 x disque de platine par Music Canada, pour au moins 600 000 exemplaires écoulés.

## Liste des titres
Toutes les chansons sont écrites et composées par The Tragically Hip.
| 1.    | Grace, Too             | 5:35 |
| 2.    | Daredevil              | 3:47 |
| 3.    | Greasy Jungle          | 4:27 |
| 4.    | Yawning or Snarling    | 4:55 |
| 5.    | Fire in the Hole       | 3:16 |
| 6.    | So Hard Done By        | 3:30 |
| 7.    | Nautical Disaster      | 4:43 |
| 8.    | Thugs                  | 4:44 |
| 9.    | Inevitability of Death | 3:53 |
| 10.   | Scared                 | 5:08 |
| 11.   | An Inch an Hour        | 3:22 |
| 12.   | Emergency              | 3:35 |
| 13.   | Titanic Terrarium      | 4:34 |
| 14.   | Impossibilium          | 4:06 |
| 59:34 |                        |      |

## Crédits
| - Gordon Downie : chant (frontman) - Bobby Baker : guitare solo - Gord Sinclair : basse - Paul Langlois : guitare rythmique - Johnny Fay : batterie - Gord Sinclair, Paul Langlois : chœurs | - Production, enregistrement, mixage : Mark Howard, The Tragically Hip - Coproduction : Mark Howard, Mark Vreeken - Mastering : Greg Calbi - Design : Andrew McLachlan - Illustration : Simon Andrew - Photographie : Jim Herrington |